# Кучерявий Віталій Вікторович
Віта́лій Ві́кторович Кучеря́вий (7 серпня 1989, с. Водяне Шполянський район Черкаська область — 13 березня 2022, Луганська область) — полковник, начальник відділу прикордонної служби «Щастя» 3-го прикордонного загону імені Героя України полковника Євгенія Пікуса ДПСУ, учасник російсько-української війни, загинув у ході російського вторгнення в Україну, Герой України з удостоєнням ордена «Золота Зірка» (посмертно).

## Життєпис
Народився 7 серпня 1989 року в с. Водяне (Шполянський район Черкаська область).
Закінчив Національну академію Державної прикордонної служби України ім. Б. Хмельницького.
Був начальником відділу КПВВ «Щастя» Луганського прикордонного загону.
У ході російського вторгнення в Україну, загін під командуванням Віталія Кучерявого вступив у бій 24 лютого 2022 року. Протягом тривалого часу підрозділ успішно відбивав атаки ворога. 13 березня 2022 року близько 6-ї ранку Віталій Кучерявий загинув під час бою від артилерійського снаряду.
Десятки одиниць знищеної ворожої техніки, взяті в полон вороги, відбиті атаки та врятовані життя побратимів — так проявив себе він і очолюваний ним прикордонний підрозділ. За здійснення особистих героїчних вчинків, відвагу і самовідданість, виявлені під час виконання завдань з охорони та оборони державного кордону, указом Президента України присвоєно звання Герой України з удостоєнням ордена «Золота Зірка» (посмертно).
29 серпня 2022 року в День пам'яті захисників України, які загинули в боротьбі за незалежність, суверенітет і територіальну цілісність нашої держави, Президент України Володимир Зеленський передав орден «Золота Зірка» членам родини загиблого Героя України.
Поховали 15 березня 2022 року в  селі Водяне Черкаської області.

## Нагороди
- звання «Герой України» з удостоєнням ордена «Золота Зірка» (17 квітня 2022, посмертно) — за особисту мужність і героїзм, виявлені у захисті державного суверенітету та територіальної цілісності України, самовіддане служіння Українському народу.[6]
- Указом Президента України № 124/2022 від 10 березня 2022 року «Про відзначення державними нагородами України» — за особисту мужність і самовіддані дії, виявлені у захисті державного суверенітету та територіальної цілісності України, вірність військовій присязі", був нагороджений орденом «За мужність» III ступеня[7]

## Вшанування пам'яті
- 14 жовтня 2022 року в с. Водяне, на фасаді ліцею, де навчався Віталій Кучерявий, встановлено меморіальну дошку.[8]